# Kasteel van Coucy

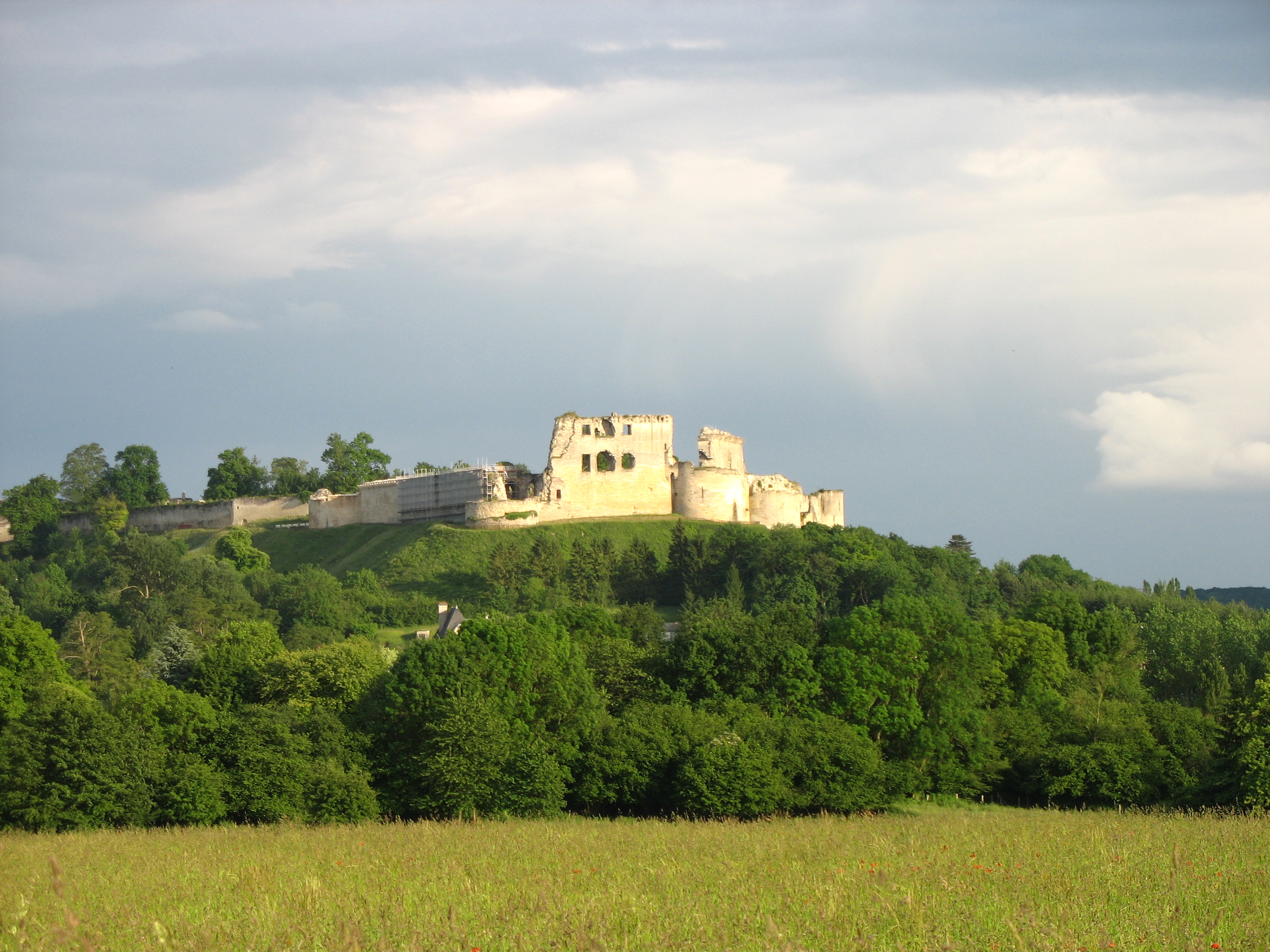
Het kasteel van Coucy gezien vanuit het dal van de Ailette

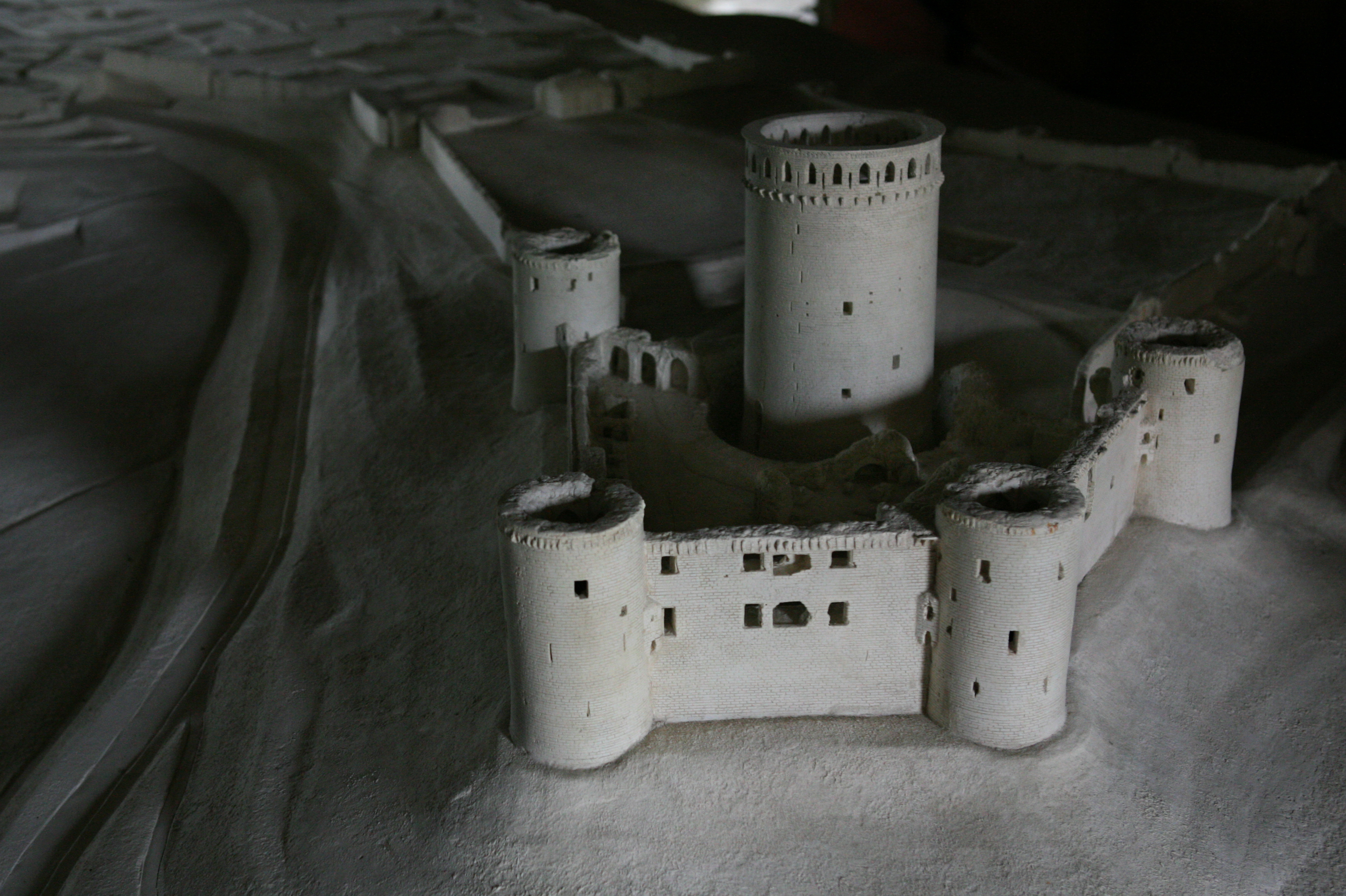
Replica van het kasteel zoals het er vóór 1917 uitzag

Het Kasteel van Coucy (Frans: Château de Coucy) is de ruïne van een versterkte burcht in Coucy-le-Château-Auffrique in de Franse regio Hauts-de-France. Het was het centrum van de heerlijkheid Coucy. Het kasteel werd verkocht en gedeeltelijk ontmanteld tijdens de Franse Revolutie.  Het is een monument historique sinds 1862 en is nu eigendom van de Staat. De donjon van het kasteel behoorde vóór de Eerste Wereldoorlog tot de hoogste ter wereld en was de hoogste donjon van Europa (54 meter). De donjon, de vier vestingtorens van het kasteel, de Poort van Laon en die van Soissons en bijna alle gebouwen in het dorp Coucy-le-Château-Auffrique werden door het Duits leger opgeblazen tijdens hun terugtocht in 1917.
Restauratiewerken worden regelmatig verzorgd door de AMVCC (Association de Mise en Valeur du Château de Coucy - Associatie voor de instandhouding van het Kasteel van Coucy).

## Geschiedenis
De naam Coucy komt van het Latijnse Cociciacum of Codiacum (waarschijnlijk verwijzend naar het woord codex, dat naar een kale boomstam verwijst waarvan de takken verwijderd zijn om palissaden te bouwen).
Ergens in het tweede decennium van de tiende eeuw liet de aartsbisschop van Reims, Hervé, een kasteel met een kapel bouwen op de heuvel, die met een muur omringd werd. De aanleiding voor de bouw zouden de invallen van Noormannen in de vallei van de Oise geweest zijn. De sterk verdedigde positie was aantrekkelijk voor de lokale bevolking, die binnen de muren de stad Coucy-le-Château bouwde.
In 975 werd het leengoed door de aartsbisschop van Reims - Adalbero - afgestaan aan Odo I van Blois. Deze man werd de stichter van de adellijke dynastie van Coucy.
In 1059 stichtte Aubrey of Alberic van Coucy - naast heer van Coucy ook graaf van Northumbria - de benedictijnse abdij van Nogent aan de voet van de heuvel. Een halve eeuw later zou hier Guibert van Nogent (1053-1125) wonen, de abt die onder historici bekend is als schrijver van de "historiografische" werken Gesta Dei per Francos en De Pignoribus sanctorum. De abdij van Nogent zou gedurende de volgende eeuwen nog regelmatig schenkingen ontvangen van de heren van Coucy.
De eeuwwisseling van de elfde naar de twaalfde eeuw was een duistere periode voor het leengoed. Een lange twist tussen Engelram I van Coucy en zijn zoon Thomas I bracht een periode van oorlog waarin de boerenbevolking gebukt ging onder plunderingen, vernietigingen, moord en verkrachting door de elkaar bestrijdende ridders. Onder Engelram II en Rudolf I kwam er een rustigere periode waarin de bevolking gespaard bleef van wreedheden maar het geslacht wel in de financiële moeilijkheden kwam door de grote uitgaven van beide heren aan kruistochten (waarin beiden overigens omkwamen).
Onder Engelram III de Grote verrees het kasteel in zijn gekende vorm. De oorlogszuchtige Engelram, heer van 1191 tot 1242, bouwde verschillende kastelen en nam deel aan een lange reeks oorlogen. De dreiging van conflict met de kroon tijdens de minderjarigheid van Lodewijk IX noopte Engelram III tot de bouw van een sterke burcht. In 1223 werd de eerste steen gelegd en binnen het tijdsbestek van zeven jaar werd het hele complex met donjon, torens, muren en onderaardse gangen aangelegd. Het nieuwe bouwwerk, dat met zijn zestig meter hoge donjon de noordelijke toegang tot Parijs en de doorgang van het dal van de Ailette tot het dal van de Oise beheerste, was een duidelijke uitdaging aan het adres van de Franse vorsten.   

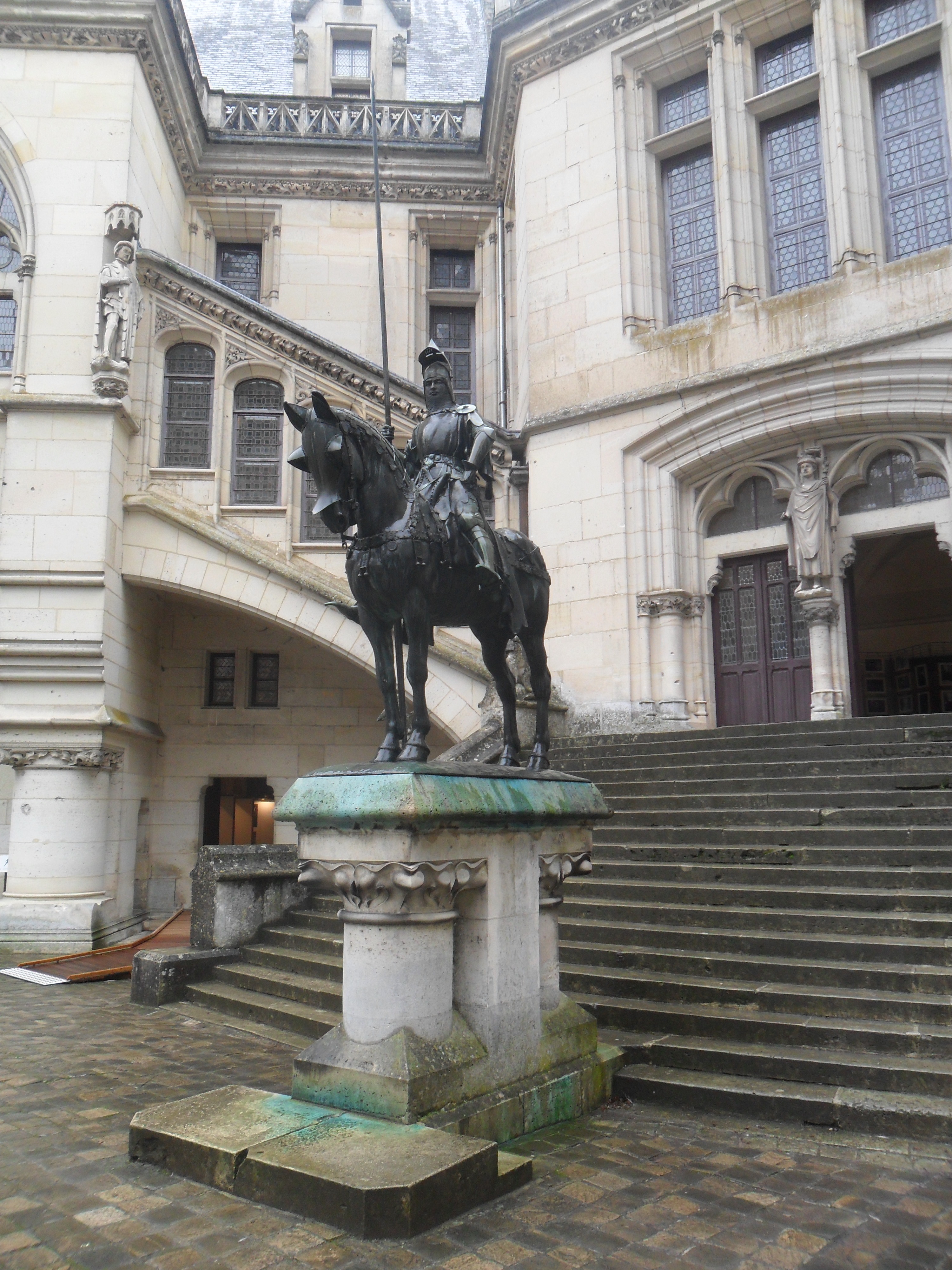
Ruiterstandbeeld van Lodewijk van Orléans in het kasteel van Pierrefonds

De ster van de Coucy's rees verder onder Engelram IV, die ondanks zijn decadente levensstijl en vele conflicten de gezegende leeftijd van vijfenzeventig bereikte, en daarna onder zijn neef Engelram V en diens nazaten. Het leengoed Coucy verschafte de familie een rijke bron van inkomsten en noch qua uitgaven, noch qua aantal vazallen, noch qua familiebanden moesten de heren van Coucy onderdoen voor de hoogste adel van Frankrijk.
De familie bereikte het hoogtepunt van haar macht en faam onder Engelram VII, die een van de hoogste Franse edelen was tijdens de eerste decennia van de Honderdjarige Oorlog. Hij liet het kasteel verfraaien en van een gotische zaal voorzien. Hij had geen mannelijke erfgenamen en na zijn dood verkocht zijn dochter het kasteel voor 400.000 livre tournois aan Lodewijk van Orléans. Die voegde het toe aan zijn keten van kastelen waarmee hij vanuit het hertogdom Valois de macht van de hertogen van Bourgondië in toom wilde houden. Dit leidde tot het drie maanden durende beleg van het kasteel in de winter 1411 door 600 door Jan zonder Vrees gestuurde mannen onder leiding van Walram III van Luxemburg-Ligny.
In 1498 werd het kasteel toegevoegd aan het kroondomein, toen van Lodewijk XII. De bezetting van het kasteel tijdens La Fronde (1648-1653) bracht Lodewijk XIV ertoe de ontmanteling en het verlaten van de burcht te verordonneren. Veertig jaar daarna, in 1692, ontstond de verticale scheur in de donjon ten gevolge van een aardbeving.
Het verval van het kasteel ging gedurende de achttiende eeuw onverminderd voort en na een verkoop als Nationaal Goed tijdens de Franse Revolutie diende het gebouw als steengroeve.
Het was Lodewijk Filips, de Burgerkoning, die opnieuw de aandacht trok naar de vervallende kolos. Hij kocht de ruïne in 1829 en verkocht hem in 1848 door aan de Staat. Verschillende architecten namen de gebouwen onder handen. Eugène Viollet-le-Duc bracht ter versteviging enkele metalen banden aan rond de donjon. De negentiende-eeuwse romantische aandacht voor ruïnes maakte het gebouw tot een toeristische attractie.
De Eerste Wereldoorlog brengt ook Duitse bezetting voor het kasteel en het ernaast liggende stadje, Coucy-le-Château-Auffrique. Wanneer het Duitse leger in 1917 terugvalt op de Hindenburglinie, besluit generaal Ludendorff het kasteel van Coucy, evenals dat van Ham, te vernietigen. Door de donjon te vullen met 28 ton dynamiet, de torens met elk meer dan 10 ton en de stadspoorten met kleinere ladingen, wilde Ludendorff enerzijds de kracht van dynamiet aantonen, maar anderzijds (en vooral) wraak nemen op zijn vijanden door de vernietiging van een Franse erfgoedschat. Op 27 maart 1917 brengt het Duitse leger de ladingen tot ontploffing, tijdens een simultaan artilleriebombardement op het stadje.
De nog steeds indrukwekkende resten van het kasteel van Coucy vormen heden ten dage een bron voor archeologisch onderzoek en staan open voor bezoekers om een glimp op te vangen van het oorspronkelijke kasteel. Van de omringende torens zijn nog enkele verdiepingen bewaard en ook de onderaardse gangen en kelders zijn voor een groot deel te bezoeken. De grote zaal is echter, op de onderste helft van de muren na, evenals de woonvertrekken weggeblazen. Van de donjon blijft louter een berg verschroeide stenen over, doorspekt met stukken verwrongen staal van de omringende metalen banden van Viollet-le-Duc.

## Galerij

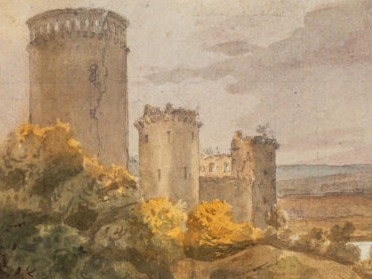
Château de Coucy (ca.1820), aquarel
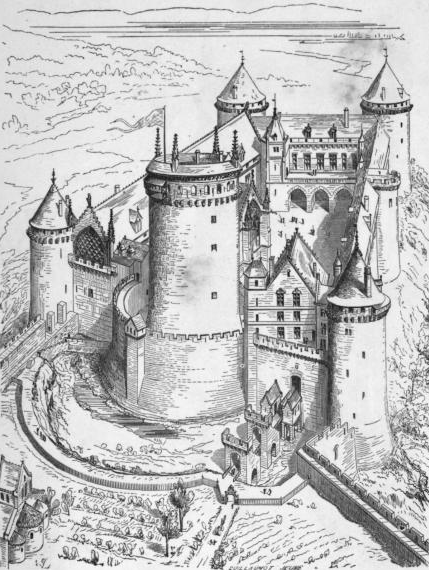
Gravure Eugène Viollet-le-Duc
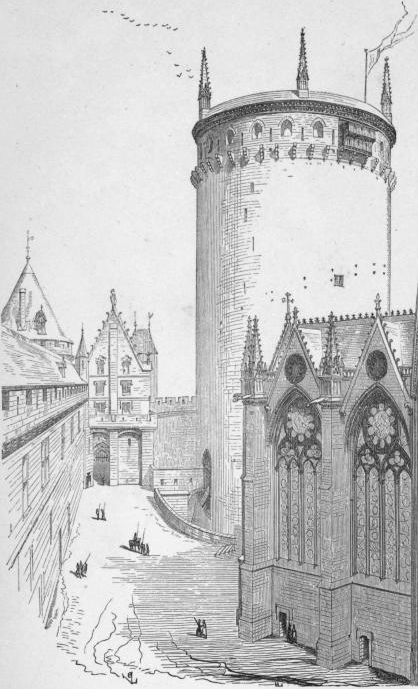
Vesting en donjon Eugène Viollet-le-Duc
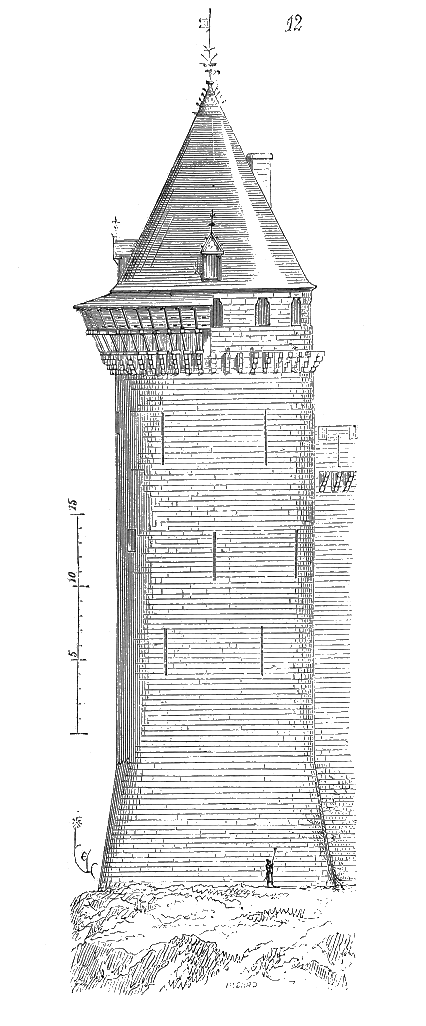
Noordwestelijke vestingtoren Viollet-le-Duc
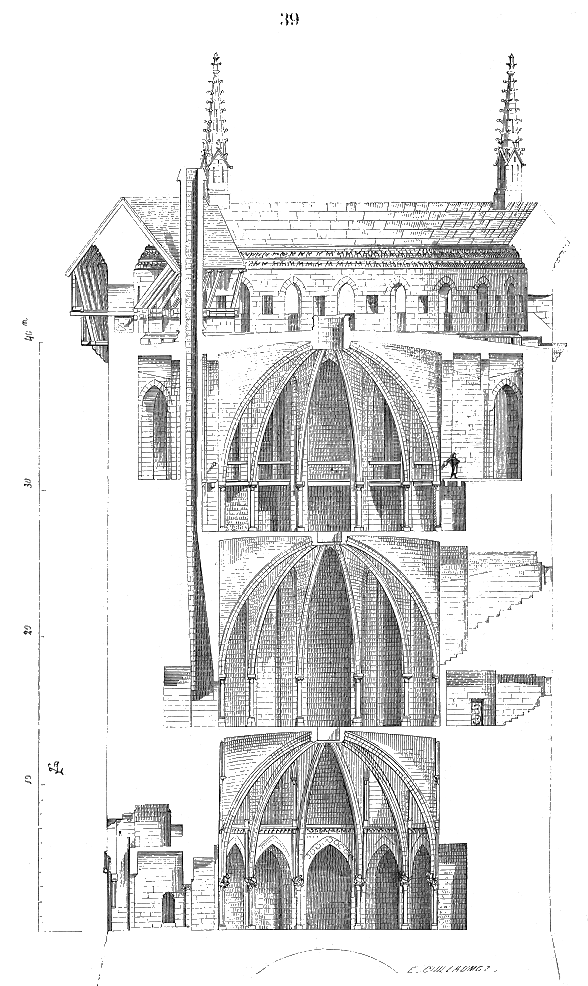
Interieur van de donjon Eugène Viollet-le-Duc
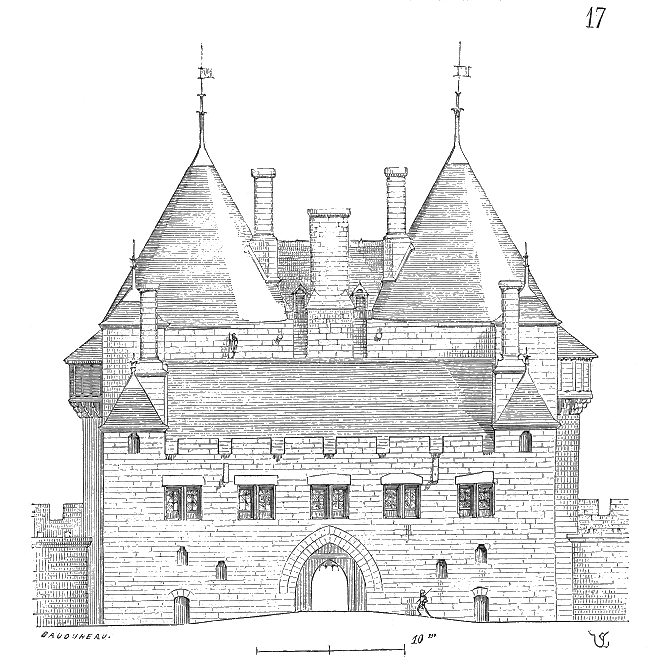
Poortgebouw Laon in Coucy

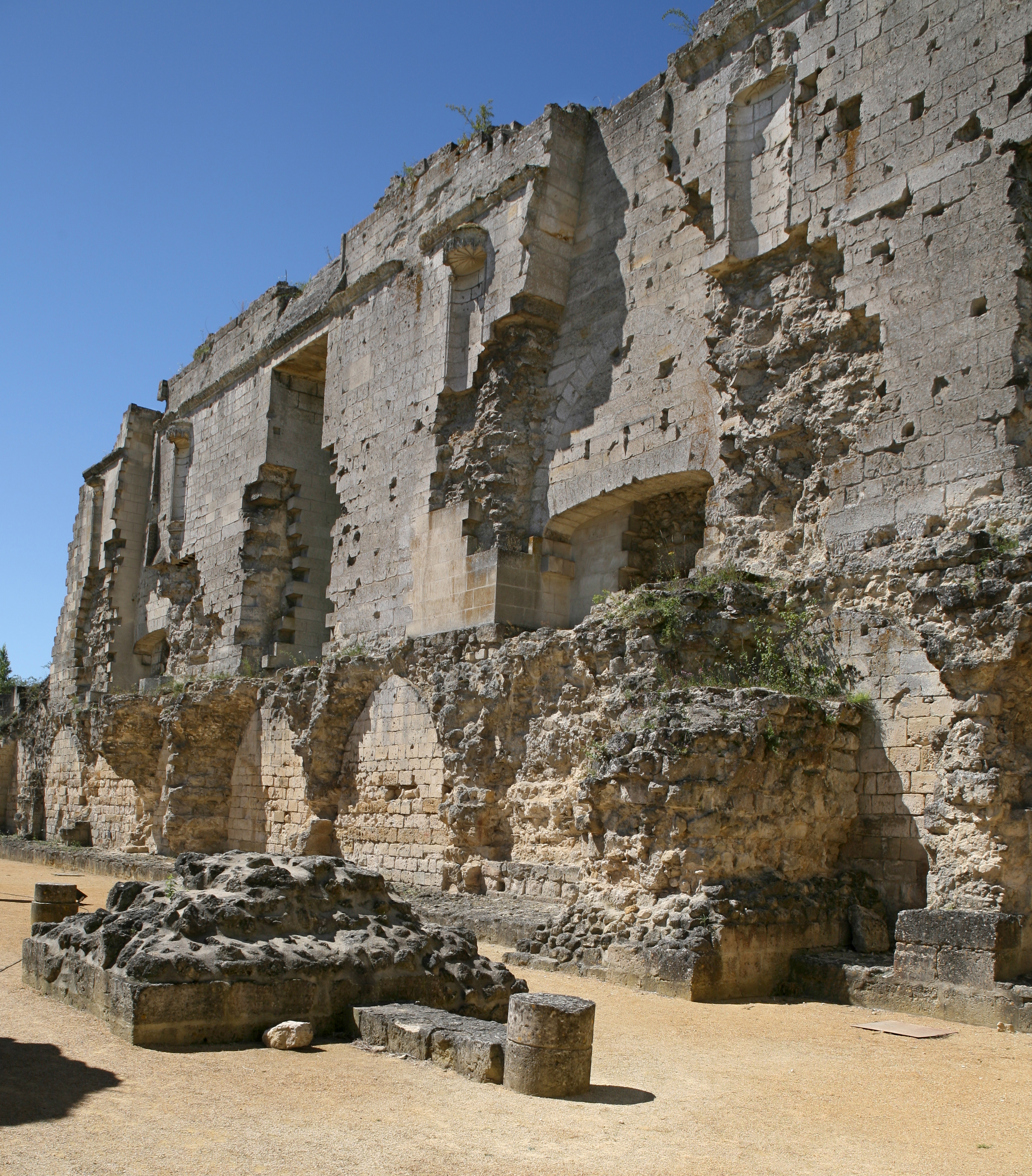
Ruïnes van de Grote Zaal van het kasteel
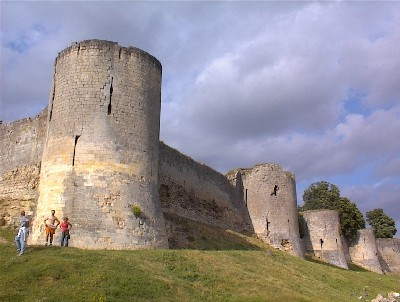
Wal van het dorp
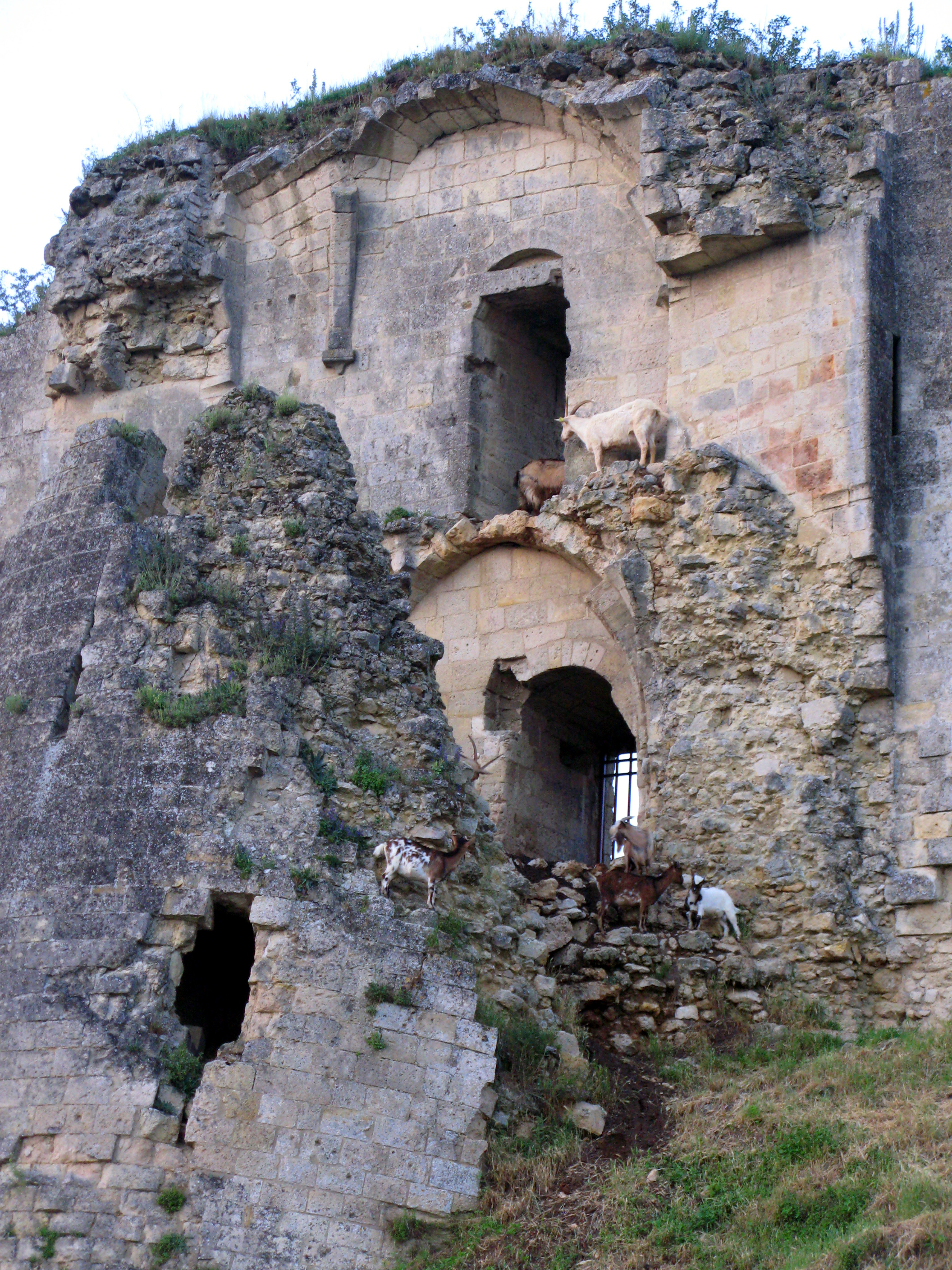
Vervallen toren van de wal
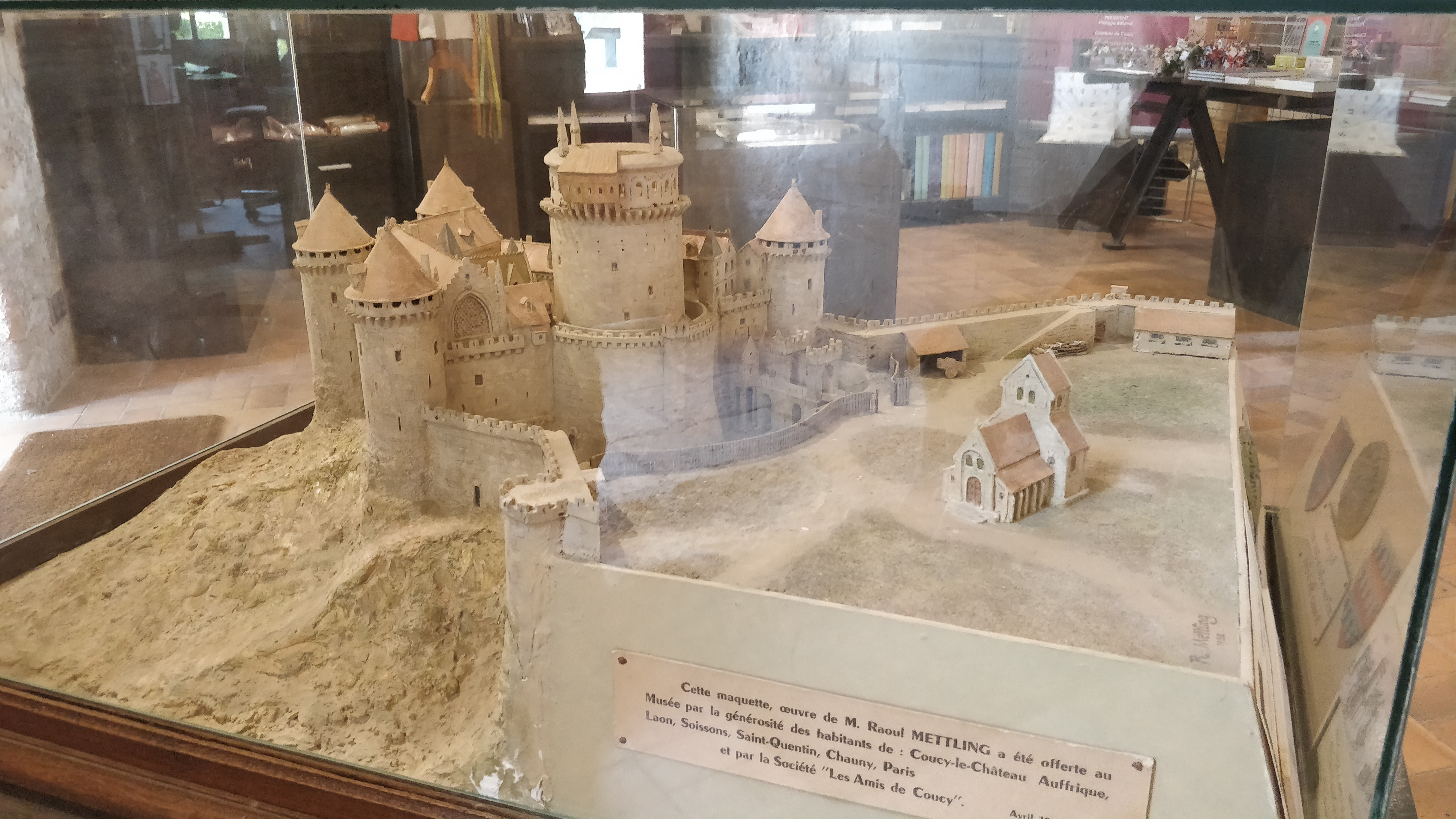
Maquette van het kasteel
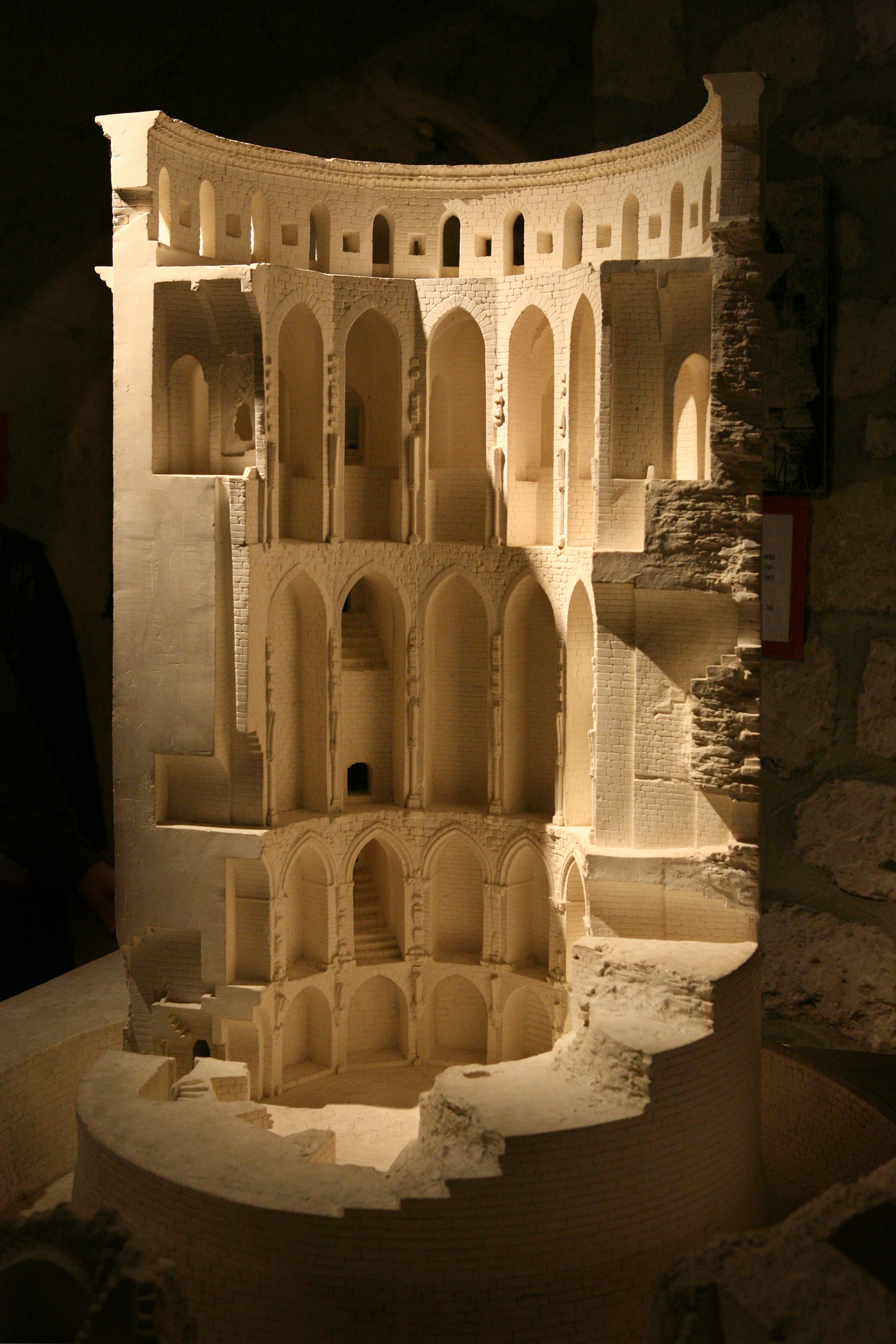
Model van de donjon